# 章海灵
章海灵（1968年12月—），生于浙江温州，越剧女演员，一级演员。1985年，进入上海市戏曲学校越剧班学习。1989年，进入上海越剧院。章海灵师承张桂凤，擅长老旦。代表作品有越剧《梁山伯与祝英台》《红楼梦》《西厢记》《桃李梅》《李娃传》等。